# Романы Челлини
Романы Челлини (англ. The Affairs of Cellini) — американский фильм 1934 года режиссёра Грегори Ла Кавы.

## Сюжет
Скульптор 16-го века Бенвенуто Челлини добивается герцогини Флоренции, несмотря на герцога.

## В ролях
- Констанс Беннетт — герцогиня Флоренции
- Фредрик Марч — Бенвенуто Челлини
- Фрэнк Морган — Алессандро — герцог Флоренции
- Фэй Рэй — Анджела
- Винс Барнетт — Асканио
- Джесси Ральф — Беатрис
- Луи Келхерн — Октавиан
- Джей Итон — Полверино
- Пол Харви — эмиссар
- Джек Рутерфорд — капитан гвардии
- Ирен Уэр — дочь королевского дома Боччи

## Номинации
Актёр Фрэнк Морган за исполнение роли Алессандро в фильме номинировался на премию «Оскар», за лучшую мужскую роль, но проиграл Кларку Гейблу.
Также фильм номинировался на Премию «Оскар» за лучшую работу художника-постановщика, Премию «Оскар» за лучшую операторскую работу, Премию «Оскар» за лучший звук, но не получил наград.